# Ricardo Rodríguez-Cavazos

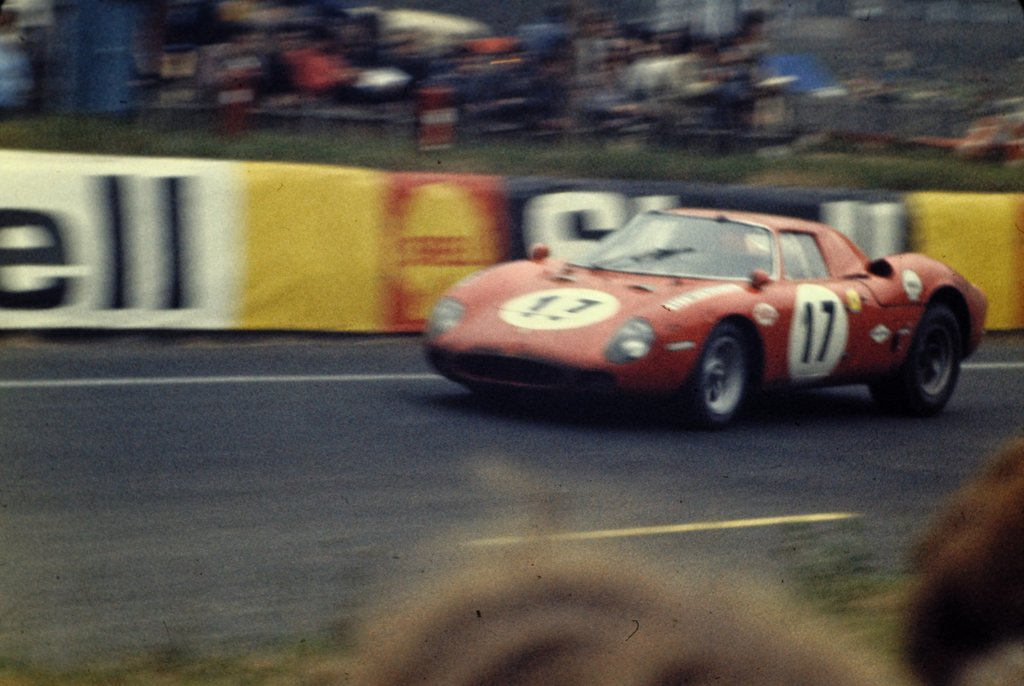
Der von Ricardo Rodríguez-Cavazos gefahrene Ferrari 250LM beim 24-Stunden-Rennen von Le Mans 1969

Ricardo Benicio Rodríguez-Cavazos (* 16. Dezember 1940 in Torreón; † 5. März 1983 ebenda) war ein US-amerikanischer Autorennfahrer.

## Karriere als Rennfahrer
Der in Mexiko geborene Ricardo Rodríguez-Cavazos war in den 1960er-Jahren als Sportwagenfahrer aktiv und startete unter anderem für das North American Racing Team. Er bestritt sowohl das 24-Stunden-Rennen von Daytona und das 12-Stunden-Rennen von Sebring als auch das 24-Stunden-Rennen von Le Mans. 1969 war sein erfolgreichstes Rennjahr, mit dem neunten Gesamtrang in Sebring und dem achten in Le Mans.

## Statistik

### Le-Mans-Ergebnisse
| Jahr | Team                       | Fahrzeug      | Teamkollege   | Teamkollege     | Platzierung | Ausfallgrund |
| ---- | -------------------------- | ------------- | ------------- | --------------- | ----------- | ------------ |
| 1967 | North American Racing Team | Ferrari 365P2 | Chuck Parsons |                 | Ausfall     | Unfall       |
| 1969 | North American Racing Team | Ferrari 250LM | Sam Posey     | Teodoro Zeccoli | Rang 8      |              |

### Sebring-Ergebnisse
| Jahr | Team                 | Fahrzeug          | Teamkollege          | Platzierung | Ausfallgrund |
| ---- | -------------------- | ----------------- | -------------------- | ----------- | ------------ |
| 1967 | Federico de la Chica | Ferrari 250LM     | Federico de la Chica | Ausfall     | Auspuff      |
| 1969 | N.A.R.T.             | Ferrari Dino 206S | Charlie Kolb         | Rang 9      |              |

### Einzelergebnisse in der Sportwagen-Weltmeisterschaft
| Saison | Team                                   | Rennwagen                   | 1   | 2   | 3   | 4   | 5   | 6   | 7   | 8   | 9   | 10  | 11  | 12  | 13  | 14  |
| ------ | -------------------------------------- | --------------------------- | --- | --- | --- | --- | --- | --- | --- | --- | --- | --- | --- | --- | --- | --- |
| 1967   | de la Chica North American Racing Team | Ferrari 250LM Ferrari 365P2 | DAY | SEB | MON | SPA | TAR | NÜR | LEM | HOK | MUG | BRH | CCE | ZEL | OVI | NÜR |
| 1967   | de la Chica North American Racing Team | Ferrari 250LM Ferrari 365P2 |     | DNF |     |     |     |     | DNF |     |     |     |     |     |     |     |
| 1968   | North American Racing Team             | Ferrari Dino 206S           | DAY | SEB | BRH | MON | TAR | NÜR | SPA | WAT | ZEL | LEM |     |     |     |     |
| 1968   | North American Racing Team             | Ferrari Dino 206S           |     |     |     |     | 7   |     |     |     |     |     |     |     |     |     |
| 1969   | North American Racing Team             | Ferrari 275 GTB             | DAY | SEB | BRH | MON | TAR | SPA | NÜR | LEM | WAT | ZEL |     |     |     |     |
| 1969   | North American Racing Team             | Ferrari 275 GTB             | 23  | 9   |     |     |     |     |     | 8   |     |     |     |     |     |     |